# Kerem Bürsin

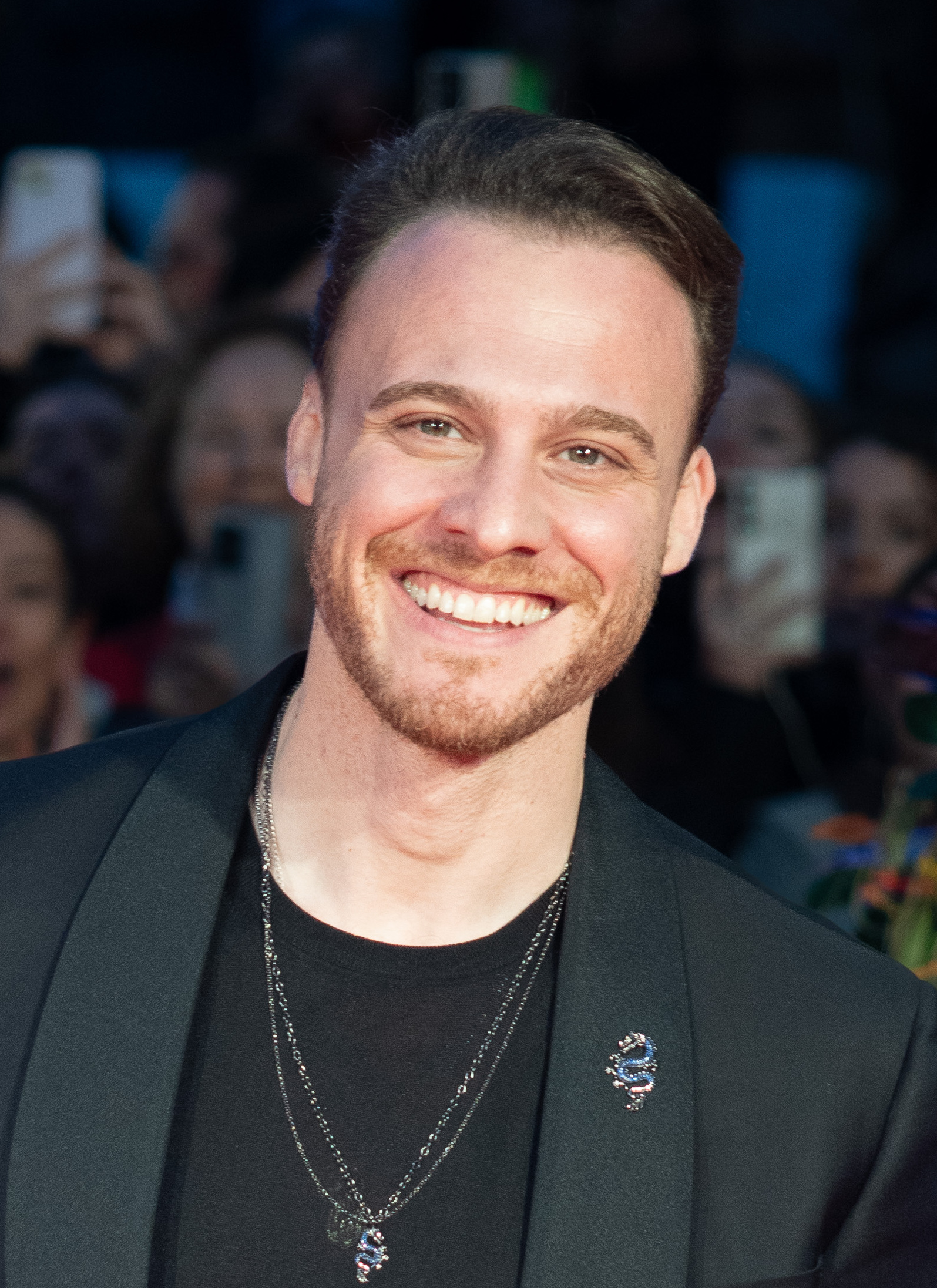
Kerem Bürsin (2024)

Kerem Bürsin (* 4. Juni 1987 in Istanbul) ist ein türkischer Schauspieler. Bekannt wurde er durch die Serien Güneşi Beklerken, Şeref Meselesi und Sen Çal Kapımı.

## Leben und Karriere
Bürsin wurde am 4. Juni 1987 in Istanbul geboren. Er lebte in verschiedenen Länder wie Schottland, Indonesien, Malaysia und in den Vereinigten Staaten. Im Alter von 12 Jahren reiste er mit seinen Eltern in den Vereinigten Staaten. Er schloss das Emerson College ab. Bürsin tauchte 2010 in dem Film Sharktopus auf. Seinen Durchbruch hatte Bürsin in der Serie Güneşi Beklerken. Unter anderem wurde er für den Film Unutursam Fısılda gecastet. Außerdem gewann er die Auszeichnung zum Besten Schauspieler bei den Seoul International Drama Awards. Zwischen 2020 und 2021 spielte er in der Serie Sen Çal Kapımı die Hauptrolle.

## Filmografie (Auswahl)
Filme
- 2006: Thursday
- 2007: Strawberry Melancholy
- 2010: Wendigo
- 2010: Sharktopus
- 2013: Palace of the Damned
- 2014: Unutursam Fısılda
- 2018: İyi Oyun
- 2018: Can Feda
- 2020: Eflatun

Serien
- 2013: Güneşi Beklerken
- 2014–2015: Şeref Meselesi
- 2017: Bu Şehir Arkandan Gelecek
- 2018: Yaşayamayanlar
- 2018–2019: Muhteșem İkili
- 2020–2021: Aynen Aynen
- 2020–2021: Sen Çal Kapımı
- 2023: Ya Çok Seversen[8]